# Seagram
Seagram Company Ltd. fue una de las mayores empresas destilerías del mundo y tenía su sede en Montreal, Quebec (Canadá).

## Historia
La primera destilería de Seagram se fundó en 1857 en Waterloo, Ontario, de donde procedía su fundador, Joseph E. Seagram. La empresa fue más tarde adquirida por Samuel Bronfman, quien fundara Distillers Corporation Limited y mantendría Seagram hasta finales de los años 1920. En 1928 Distillers Corporation Limited fue adquirida por Joseph E. Seagram & Sons pero fue mantenida por Bronfman. Con la muerte de Samuel Bronfman en 1971, Edgar M. Bronfman se convierte en el propietario de la empresa.
En 1981 Seagram disponía de efectivo y anhelaba expandirse en otros sectores por lo que intentó adquirir Conoco Inc., una de las mayores petroleras de los Estados Unidos. Aunque Seagram adquirió un 32,2% de Conoco, DuPont entró en la puja por iniciativa de la propia petrolera, lo que motivó la salida de Seagram, si bien Seagram terminó adquiriendo un 24,3% de DuPont. En 1995 Seagram era el máximo accionista de la empresa con 4 asientos en el consejo de administración.
Desde su nacimiento, en 1857, la destilería ha comercializado diferentes espirituosos entre los que destacan la ginebra Seagram's, el whisky 100 Pipers y también un vodka. Su personalidad siempre ha estado marcada por la tradición y el saber hacer que ha pasado de generación en generación, así como la selección de los mejores ingredientes.
En 2000, la división de entretenimiento de Seagram fue adquirida por el conglomerado francés Vivendi y el negocio de bebidas pasó a manos de la también francesa Pernod Ricard.
Gracias a sus más de 150 años de historia, su conocimiento y estricto cuidado de la materia prima, en 2002 The Coca-Cola Company adquirió la línea de bebidas mixers (Ginger ale, tónica, Soda y Aguas de Seltzer) y los derechos de uso de la marca en refrescos.
España fue el primer país de Europa que comercializó un mixer de la marca Seagram's con el lanzamiento de una tónica Premium en marzo de 2012.

## Productos
Seagram es actualmente el productor de las marcas de whisky Chivas Regal, Mumm, vodka Absolut, Crown Royal y VO, y del ron Captain Morgan, de la empresa de zumos Tropicana y de Seagram’s Premium Tonic Water.